# Wilzen
Die Wilzen (auch Wilsen, Wilciken, Welataben) waren ein westslawischer Stammesverband, der im 8. und 9. Jahrhundert im östlichen Mecklenburg, Vorpommern und im Norden Brandenburgs siedelte. Der Stammesverband setzte sich aus namentlich unbekannten Stämmen zusammen, an dessen Spitze ein Samtherrscher oder Großfürst stand. Bis Mitte des 10. Jahrhunderts zerfiel der Stammesverband und es bildete sich eine Reihe von neuen Stämmen, die Ende des 10. Jahrhunderts in den sächsischen Quellen unter der Bezeichnung Lutizen zusammengefasst wurden.

## Name
Der Name des Stammesverbandes erschien erstmals im Jahr 789 als Wilze in den zeitgenössischen Reichsannalen. Er ist slawischer Herkunft und könnte sinngemäß mit Die Riesen oder Die Großen übersetzt werden. Einhard behauptete in seiner Vita Karoli Magni, die Wilzen hätten sich selbst als Welataben bezeichnet. Wenn Helmold von Bosau den Namen in Anlehnung an Adam von Bremen noch im 12. Jahrhundert zur Beschreibung der Lage der Insel Rügen verwendet, so ist damit der Stamm der Wilzen gemeint. Demgegenüber soll die Erwähnung der Wilzen in der Aufzählung der von Heinrich I. 928/929 besiegten slawischen Stämme bei Widukind von Corvey lediglich einer Verherrlichung Heinrichs I. und seiner Taten dienen, indem er mit dem Wilzenbezwinger Karl dem Großen auf eine Stufe gestellt wird. Einen Feldzug gegen die Wilzen hat Heinrich I. nie geführt.

## Siedlungsgebiet
Das Siedlungsgebiet der Wilzen erstreckte sich Mitte des 9. Jahrhunderts im Norden von Demmin in Vorpommern entlang der Ostsee bis zur Persante bei Kolberg. Im Westen gehörten Teile des Müritzgebietes dazu, im Osten die Uckermark. Im Süden grenzte das wilzische Territorium im heutigen Brandenburg an Havel und Spree. Da der Bayerische Geograph die Wilzen von den Hevellern unterscheidet, ist eine weitere Ausdehnung nach Süden unwahrscheinlich. Zwar setzt die in der angelsächsischen Orosiusbearbeitung enthaltene Völkertafel aus der Zeit Alfreds des Großen die Heveller mit den Wilzen gleich, Widukind von Corvey vermag jedoch im Jahr 929 noch zwischen Wilzen und Hevellern zu unterscheiden. Darüber hinaus bestehen Anhaltspunkte für die Annahme, dass zwischen Wilzen und Hevellern ursprünglich die Grenze zwischen der polabischen und der sorbischen Sprache verlief.
Die Ergebnisse archäologischer Untersuchungen haben für das von der Geschichtswissenschaft erschlossene Siedlungsgebiet Schwerpunkte im Peenegebiet, auf Usedom, südöstlich von Malchin, bei Altentreptow, am Tollensesee und am Kummerower See sowie in der Uckermark ergeben.

## Geschichte
Das Wissen über die Wilzen beruht im Wesentlichen auf den Aufzeichnungen der fränkischen Annalisten und Historiographen. Deren Interesse galt naturgemäß den Taten der karolingischen Herrscher, so dass Nachrichten über die Wilzen nur im Zusammenhang mit Grenzhandlungen oder Formen der karolingischen Herrschaftsausübung überliefert sind. Dementsprechend überschaubar sind die Informationen zur Geschichte der Wilzen, berührte doch deren Siedlungsgebiet nicht den Herrschaftsbereich der Franken.

### Verfassung
Der wilzische Stammesverband setzte sich Ende des 8. Jahrhunderts aus einer Mehrzahl namentlich unbekannter Kleinstämme zusammen, denen jeweils ein als Kleinfürst oder Kleinkönig (regulus) zu bezeichnendes Oberhaupt vorstand. Untereinander verband die Kleinstämme eine gemeinsame Zugehörigkeit zum Stammesverband. Außerdem waren die Kleinstämme vergleichbar den Verfassungsstrukturen bei den Abodriten der Oberhoheit eines Samtherrschers oder Großfürsten (rex) unterstellt. Anders als für die Abodriten lassen sich den fränkischen Quellen nur wenige Anhaltspunkte für die verfassungsmäßige Legitimation des wilzischen Samtherrschers entnehmen, so dass offenbleiben muss, ob dieser von Wilzen oder Franken eingesetzt wurde, kraft Erbrechtes in die Stellung einrückte oder die Bestellung auf der Grundlage einer Kombination dieser Möglichkeiten erfolgte. Zwar berichten die Reichsannalen zum Jahr 823, der populus Wilzorum habe den Sohn des Liub, Milegast, als Samtherrscher ein- und wieder abgesetzt und anschließend dessen Bruder Cealadragus zum Samtherrscher bestimmt, doch bleibt in diesem Zusammenhang unklar, wer sich hinter dem Verfassungsorgan des populus Wilzorum verbirgt und welches Maß an Verbindlichkeit seiner Entscheidung zukam, reisten doch die um die Herrschaft streitenden Brüder zum fränkischen Kaiser und baten Ludwig den Frommen um eine Entscheidung, der dann allem Anschein nach erst Verbindlichkeit zukam.
Die Namen der einzelnen wilzischen Kleinstämme bleiben im Dunkeln. Die fränkischen Quellen nennen sie nicht. Die Gleichsetzung der vier regiones des Bayerischen Geographen aus dem 9. Jahrhundert mit den bei Adam von Bremen im 11. Jahrhundert genannten Kessinern, Redariern, Tollensanen und Zirzipanen hat sich schon aufgrund des zeitlichen Abstandes nicht durchsetzen können, zumal die Kessiner jedenfalls, und wahrscheinlich auch die Zirzipanen, bis ins 10. Jahrhundert politisch dem Stammesverband der Abodriten angehörten und inzwischen von einer Neubildung der Redarier und der Tollensanen erst nach Zerfall des Stammesverbandes der Wilzen ausgegangen wird.
Neuerdings ist versucht worden, auf der Grundlage der von der Archäologie erschlossenen Siedlungskammern Stammesgebiete zu identifizieren und diesen die Namen der aus späteren Jahrhunderten bekannten Stämme zuzuordnen, so dass die Wilzen als Stamm im Peeneraum, die Wolliner, die Ukranen in der Uckermark, die Redarier, die Tollensanen, die Retschanen und einige kleinere Stämme den Stammesverband gebildet hätten.

### Wilzenfeldzug
Ende des 8. Jahrhunderts reichte das Herrschaftsgebiet der Wilzen weit über ihr Siedlungsgebiet hinaus. Unter ihrem Samtherrscher Dragowit, der die Fürsten der Kleinstämme an „vornehmer Abkunft, Ansehen und Alter“ überragte, erstreckte sich der politische Einflussbereich der Wilzen bis in die Prignitz und endete erst an der mittleren Elbe. Die für dieses Gebiet in den fränkischen Quellen erwähnten Stämme der Linonen, Smeldinger und Bethenzer unterstanden dem wilzischen Samtherrscher oder waren zumindest mit ihm verbündet. Nach der fränkischen Konzeption einer Reichsgrenze an der Elbe und befriedeten anliegenden Herrschaftsräumen musste damit das Gebiet dieser dem wilzischen König Dragowit politisch zugehörigen elbslawischenen Kleinstämme unterworfen werden, um die jüngsten Eroberungen in Sachsen zu sichern. Aus diesem Grund stellte Karl der Große 789 ein Heer aus Franken, Sachsen, Friesen, Sorben und Abodriten zusammen und zog kämpfend bis zur Burg des wilzischen Samtherrschers Dragowit, der civitas Dragawiti an der Peene bei Demmin. Dragowit öffnete nach längeren Verhandlungen dem fränkischen König seine Festung und ergab sich kampflos. In Anerkennung von Karls Oberherrschaft unterwarfen sich anschließend auch die gefangenen Fürsten der elbnahen Kleinstämme, leisteten Karl den Treueeid und stellten Geiseln. Entsprechend der karolingischen Doktrin von einer Reichsgrenze an der Elbe ließ Karl der Große keine Besatzungstruppen im Gebiet der Wilzen zurück. Politische Veränderungen nahm Karl nur in der Prignitz vor. Zu deren Befriedung unterstellte er die dortigen Kleinstämme der Linonen, Smeldinger und Bethenzer der Oberhoheit der Abodriten unter ihrem Samtherrscher Witzan, mit dem Karl ein strategisches Bündnis eingegangen war.
Dieser Eingriff Karls in das politische Einflussgebiet der Wilzen blieb für die nächsten 20 Jahre – möglicherweise die verbleibende Herrschaft Dragowits oder seines Geschlechts – unangefochten. Erst 799 sah der fränkische König sich genötigt, seinen Sohn Karl den Jüngeren an die Elbgrenze zu entsenden, um Streitigkeiten zwischen Wilzen und den mit ihm verbündeten Abodriten um die Vorherrschaft in der Prignitz zu schlichten.

### Grenzkämpfe in der Prignitz
Die nächsten Nachrichten über die Wilzen stammen aus den Jahren 808–812 und berichten von Grenzkämpfen zwischen Franken und Wilzen in der Prignitz. Im Rahmen einer militärischen Auseinandersetzung zwischen Dänen und Abodriten um den Handelsplatz Reric an der Ostsee waren die Linonen und Smeldinger 808 von den Abodriten abgefallen und wieder unter den Einfluss der Wilzen gelangt. Diese nutzten den dänischen Angriff und drangen zeitgleich von Osten her in die abodritischen Kernlande ein, plünderten diese und zogen sich alsdann wieder zurück. Im darauffolgenden Jahr kehrten sich die Verhältnisse um und der wieder erstarkte abodritische Samtherrscher Drasco unternahm einen Rachefeldzug gegen die Wilzen, verwüstete deren Gebiet und kehrte dann seinerseits mit reicher Beute nach Hause zurück. Derart innenpolitisch gestärkt stellte er ein noch größeres Heer zusammen und eroberte noch im gleichen Jahr die größte Burg der Smeldinger, die danach wieder den Abodriten unterstanden. Am Ende aber gelang es den Abodriten nicht, die Oberhoheit über die Stämme der verkehrswichtigen Prignitz zurückzuerlangen. 810 zerstörten die Wilzen die erst im Vorjahr errichtete fränkische Burg Hochbuoki an der Elbe und stellten damit die Verhältnisse vor dem Wilzenfeldzug wieder her: Das wilzische Einflussgebiet reichte wieder bis an die mittlere Elbe.
Daran sollte sich auch in den folgenden Jahren nichts mehr ändern. Zwar besetzten die Franken die linkselbischen Festungen wieder, aber zu einer erneuten Unterstellung der Prignitz unter abodritische Herrschaft kam es nicht mehr. Stattdessen gab es im unmittelbaren Grenzgebiet jenseits der Elbe immer wieder militärische Auseinandersetzungen mit den Wilzen und ihren Satellitenstämmen. Die Franken beschränkten sich jetzt, da Sachsen in das Reich integriert worden war, auf eine Sicherung der Reichsgrenze an der Elbe. Gemeinsam mit den Abodriten marschierten 812 drei Heeresabteilungen in der Prignitz gegen die Wilzen.

### Zerfall
Der Stammesverband scheint bis Mitte des 10. Jahrhunderts in der politischen Bedeutungslosigkeit versunken zu sein. Mit dem Jahr 839 brechen die Nachrichten über die Wilzen in den fränkischen Quellen abrupt ab. Zu diesem Jahr werden sie im Zuge eines gemeinsamen Angriffes von Sorben und Wilzen auf sächsisches Gebiet letztmals in den Annalen von St. Bertin erwähnt. Anschließend finden sie sich nur noch im Bayerischen Geographen und der Angelsächsischen Völkertafel aufgelistet.
Die im Zuge des Slawenaufstandes entstandene Organisation ehemals wilzischer Stämme nannte sich nicht mehr Wilzen, sondern Lutizen. Diese stellten jedoch nicht den territorialen oder verfassungsmäßigen Nachfolger der Wilzen dar, sondern sind von den Wilzen als eigenständige Neugründung eines Stammesverbundes mit einer stark abweichenden Verfassung zu unterscheiden.